# ニック・ハガダン
ニコラス・マイケル・ハガダン（Nicholas Michael Hagadone, 1986年1月1日 - ）は、アメリカ合衆国・アイダホ州ボナー郡サンドポイント出身の元プロ野球選手（投手）。左投左打。

## 経歴

### プロ入り前
2004年のMLBドラフト36巡目（全体1083位）でシアトル・マリナーズから指名されたが、ワシントン大学へ進学した。

### レッドソックス傘下時代
2007年のMLBドラフト1巡目（全体55位）でボストン・レッドソックスから指名され、7月5日に契約。A-級ローウェル・スピナーズで20試合に登板し、0勝1敗、防御率1.85だった。
2008年はA級グリーンビル・ドライブで3試合に登板し、1勝1敗、防御率0.00だった。4月19日にマイナーリーグの故障者リストし、トミー・ジョン手術を受け、残りのシーズンを全休した。
2009年はA級グリーンビルで10試合に登板し、0勝0敗、防御率5.06だった。

### インディアンス時代
2009年7月31日にビクター・マルティネスとのトレードで、ジャスティン・マスターソン、ブライアン・プライスと共にクリーブランド・インディアンスへ移籍。移籍後はA級レイクカウンティ・キャプテンズで5試合に登板し、0勝1敗、防御率2.45だった。9月にA+級キンストン・インディアンスへ昇格し、2試合に登板した。
2010年はA+級キンストンで10試合に登板し、1勝3敗、防御率2.39だった。6月にAA級アクロン・エアロズへ昇格。19試合に登板し、2勝2敗1セーブ、防御率4.50だった。オフの11月19日にインディアンスとメジャー契約を結び、40人枠入りを果たした。
2011年3月7日にインディアンスと1年契約に合意。3月11日にAA級アクロンへ異動し、AA級で開幕を迎えた。AA級では12試合に登板し、2勝1敗、防御率1.59だった。5月19日にAAA級コロンバス・クリッパーズへ昇格。8月26日にメジャーへ昇格したが、登板のないまま8月28日にAAA級へ降格。9月1日に再昇格し、同日のオークランド・アスレチックス戦でメジャーデビュー。2点ビハインドの7回表から登板し、1回2/3を投げ2安打3失点1四球だった。この年は9試合に登板し、1勝0敗、防御率4.09だった。
2012年3月9日にインディアンスと1年契約に合意。3月30日にAAA級コロンバスへ異動し、AAA級で開幕を迎えた。4月17日にメジャーへ昇格。昇格後は2試合連続で無失点に抑えていたが、3度目の登板となった4月22日のアスレチックス戦で失点し、4月23日にAAA級へ降格。4月27日にリリーフのラファエル・ペレスが故障者リスト入りしたため再昇格し、その後はリリーフに定着した。7月6日のタンパベイ・レイズ戦で2失点したことで怒りを抑えきれず、左肘に自傷行為を行ったことで左手首を骨折。7月7日にAAA級へ降格し、マイナーリーグの制限リスト入りした。この年は27試合に登板し、1勝0敗1セーブ、防御率6.39だった。オフの11月13日に制限リストから外れた。
2013年3月11日にインディアンスと1年契約に合意し、4月2日にAAA級コロンバスへ異動した。4月12日にメジャーへ昇格。8試合に登板後、5月1日にAAA級へ降格した。5月6日にリリーフのビニー・ペスタノが故障者リスト入りしたため再昇格したが、5月16日にAAA級へ降格。5月27日にリリーフのクリス・ペレスが故障者リスト入りしたため再昇格した。昇格後はリリーフに定着していたが、7月3日に再びAAA級へ降格。登録枠が拡大された9月1日にメジャーへ昇格した。この年は36試合に登板し、0勝1敗、防御率5.46だった。
2014年3月10日にインディアンスと1年契約に合意。3月17日にAAA級コロンバスへ異動し、開幕をAAA級で迎えた。5月3日にメジャーへ昇格したが、登板のないまま5月4日にAAA級へ降格した。だが、後にメジャーに戻って35試合に登板し、自己記録を大きく更新する防御率2.70を記録した。また、23.1イニングで27三振を奪い、奪三振率は10を超えた。
2015年は36試合にリリーフ登板したが、7月8日に腰の張りで15日間の故障者リストに入り、7月14日、A-級マホーニングバレー・スクラッパーズにリハビリ登録されたが、7月28日にトミー・ジョン手術は回避されたものの左肘の手術が必要であることが判明し60日間の故障者リストに入った。回復には6～9か月を要する見込みである。成績としては防御率は2年ぶりに4.00を超えた。一方、高い奪三振率は健在であり、奪三振率が9.0を超えたのはメジャー5シーズン中4シーズンとなった。12月2日にDFA、翌3日にFAとなった。

### ブルワーズ傘下時代
2015年12月17日、ミルウォーキー・ブルワーズとマイナー契約を結び、2016年のスプリング・トレーニングに招待選手として参加することになったが、2016年1月11日にその契約は無効となった。

### マリナーズ傘下時代
2017年1月31日、シアトル・マリナーズとマイナー契約を結び、同年のスプリング・トレーニングに招待選手として参加することになった。AAA級タコマ・レイニアーズで28試合に登板して、3勝3敗、防御率3.51という成績を残したが、7月3日に自由契約となった。

## 詳細情報

### 年度別投手成績
| 年 度     | 球 団     | 登 板 | 先 発 | 完 投 | 完 封 | 無 四 球 | 勝 利 | 敗 戦 | セ 丨 ブ | ホ 丨 ル ド | 勝 率 | 打 者 | 投 球 回 | 被 安 打 | 被 本 塁 打 | 与 四 球 | 敬 遠 | 与 死 球 | 奪 三 振 | 暴 投 | ボ 丨 ク | 失 点 | 自 責 点 | 防 御 率 | W H I P |
| --------- | --------- | ----- | ----- | ----- | ----- | -------- | ----- | ----- | -------- | ----------- | ----- | ----- | -------- | -------- | ----------- | -------- | ----- | -------- | -------- | ----- | -------- | ----- | -------- | -------- | ------- |
| 2011      | CLE       | 9     | 0     | 0     | 0     | 0        | 1     | 0     | 0        | 0           | 1.000 | 42    | 11.0     | 4        | 0           | 6        | 0     | 1        | 11       | 2     | 0        | 6     | 5        | 4.09     | 0.91    |
| 2012      | CLE       | 27    | 0     | 0     | 0     | 0        | 1     | 0     | 1        | 2           | 1.000 | 116   | 25.1     | 26       | 4           | 15       | 0     | 0        | 26       | 2     | 0        | 18    | 18       | 6.39     | 1.62    |
| 2013      | CLE       | 36    | 0     | 0     | 0     | 0        | 0     | 1     | 0        | 2           | .000  | 133   | 31.1     | 24       | 4           | 21       | 1     | 0        | 30       | 3     | 0        | 21    | 19       | 5.46     | 1.44    |
| 2014      | CLE       | 35    | 0     | 0     | 0     | 0        | 1     | 0     | 0        | 3           | 1.000 | 91    | 23.1     | 18       | 3           | 6        | 2     | 0        | 27       | 0     | 0        | 7     | 7        | 2.70     | 1.03    |
| 2015      | CLE       | 36    | 0     | 0     | 0     | 0        | 0     | 1     | 0        | 5           | .000  | 124   | 27.1     | 30       | 3           | 12       | 1     | 0        | 28       | 2     | 0        | 16    | 13       | 4.28     | 1.54    |
| 通算：5年 | 通算：5年 | 143   | 0     | 0     | 0     | 0        | 3     | 2     | 1        | 12          | .600  | 506   | 118.1    | 102      | 14          | 60       | 4     | 1        | 122      | 9     | 0        | 68    | 62       | 4.72     | 1.37    |

### 背番号
- 67（2011年）
- 50（2012年 - 2015年）